# Volleyball World Beach Pro Tour 2024
De Volleyball World Beach Pro Tour 2024 vond plaats van februari tot en met december 2024. De derde editie van de internationale beachvolleybalcompetitie omvatte in totaal 55 toernooien waarvan tien Elite16-toernooien, acht Challenge-toernooien, 36 Future-toernooien en een seizoensfinale. Van de 36 Future-toernooien waren er vijf enkel voor mannen en vijf enkel voor vrouwen. Daarnaast vonden de Olympische Spelen dit jaar plaats.

## Kalender
| Plaats               | Categorie         | Geslacht | Datum                          |
| -------------------- | ----------------- | -------- | ------------------------------ |
| Mollymook            | Future            | beide    | 28 februari– 3 maart 2024      |
| Doha                 | Elite16           | beide    | 5 – 9 maart 2024               |
| Mount Maunganui      | Future            | beide    | 7– 10 maart 2024               |
| Coolangatta          | Future            | beide    | 19 – 24 maart 2024             |
| Recife               | Challenge         | beide    | 21 – 24 maart 2024             |
| Saquarema            | Challenge         | beide    | 28 – 31 maart 2024             |
| Tahiti               | Future            | mannen   | 2 – 6 april 2024               |
| Tahiti               | Future            | vrouwen  | 9– 12 april 2024               |
| Guadalajara          | Challenge         | beide    | 11 – 14 april 2024             |
| Nuvali               | Future            | beide    | 11 – 14 april 2024             |
| Tepic                | Elite16           | beide    | 17 – 21 april 2024             |
| Xiamen               | Challenge         | beide    | 25 – 28 april 2024             |
| Brasilia             | Elite16           | beide    | 1 – 5 mei 2024                 |
| Pingtan              | Future            | beide    | 9 – 12 mei 2024                |
| Madrid               | Future            | mannen   | 9 – 12 mei 2024                |
| Madrid               | Future            | vrouwen  | 16 – 19 mei 2024               |
| Cervia               | Future            | beide    | 16 – 19 mei 2024               |
| Wuhan                | Future            | beide    | 16 – 19 mei 2024               |
| Espinho              | Elite16           | beide    | 22 – 26 mei 2024               |
| Battipaglia          | Future            | beide    | 23 – 26 mei 2024               |
| Spiez                | Future            | beide    | 29 mei – 2 juni 2024           |
| Stare Jabłonki       | Challenge         | beide    | 30 mei – 2 juni 2024           |
| Ostrava              | Elite16           | beide    | 5 – 9 juni 2024                |
| Sveti Vlas           | Future            | beide    | 6 – 9 juni 2024                |
| Krakau               | Future            | mannen   | 6 – 9 juni 2024                |
| Krakau               | Future            | vrouwen  | 13 – 16 juni 2024              |
| Ios                  | Future            | beide    | 19 – 22 juni 2024              |
| Messina              | Future            | beide    | 20 – 23 juni 2024              |
| Genève               | Future            | mannen   | 20 – 23 juni 2024              |
| Baden                | Future            | beide    | 26 – 30 juni 2024              |
| Rakvere              | Future            | beide    | 3 – 6 juli 2024                |
| Gstaad               | Elite16           | beide    | 3 – 7 juli 2024                |
| Wenen                | Elite16           | beide    | 9 – 14 juli 2024               |
| Leuven               | Future            | beide    | 18 – 21 juli 2024              |
| Parijs               | Olympische Spelen | beide    | 27 juli – 10 augustus 2024     |
| Brussel              | Future            | beide    | 1 – 4 augustus 2024            |
| Myślenice            | Future            | beide    | 16 – 19 augustus 2024          |
| Hamburg              | Elite16           | beide    | 21 – 25 augustus 2024          |
| Halifax              | Future            | beide    | 21 – 25 augustus 2024          |
| Brno                 | Future            | beide    | 22 – 25 augustus 2024          |
| Corigliano Rossano   | Future            | beide    | 29 augustus – 1 september 2024 |
| Warschau             | Future            | mannen   | 29 augustus – 1 september 2024 |
| Warschau             | Future            | vrouwen  | 5 – 8 september 2024           |
| Qidong               | Future            | beide    | 5 – 8 september 2024           |
| Bujumbura            | Future            | beide    | 11 – 14 september 2024         |
| Qingdao              | Future            | beide    | 12 – 15 september 2024         |
| Castelló de la Plana | Future            | vrouwen  | 18 – 21 september 2024         |
| Balıkesir            | Future            | beide    | 19 – 22 september 2024         |
| João Pessoa          | Elite16           | beide    | 16 – 20 oktober 2024           |
| Rio de Janeiro       | Elite16           | beide    | 6 – 10 november 2024           |
| Haikou               | Challenge         | beide    | 14 – 17 november 2024          |
| Chennai              | Challenge         | beide    | 21 – 24 november 2024          |
| Nuvali               | Challenge         | beide    | 28 november – 1 december 2024  |
| Doha                 | Finals            | beide    | 4 – 7 december 2024            |
| Maricá               | Future            | beide    | 5 – 8 december 2024            |
| Pompano Beach        | Future            | beide    | 5 – 8 december 2024            |

## Resultaten

### Elite16 Doha
Van 5 tot en met 9 maart 2024
| Mannen | Mannen                               | Mannen |
| Rang   | Team                                 |        |
| ------ | ------------------------------------ | ------ |
| 1      | Stefan Boermans / Yorick de Groot    |        |
| 2      | David Åhman / Jonatan Hellvig        |        |
| 3      | Anders Mol / Christian Sørum         |        |
| 4      | Nils Ehlers / Clemens Wickler        |        |
| 5      | Ondřej Perušič / David Schweiner     |        |
| 5      | Samuele Cottafava / Paolo Nicolai    |        |
| 5      | Steven van de Velde / Matthew Immers |        |
| 5      | Cherif Younousse / Ahmed Tijan       |        |

| Vrouwen | Vrouwen                                    | Vrouwen |
| Rang    | Team                                       |         |
| ------- | ------------------------------------------ | ------- |
| 1       | Carol Solberg / Bárbara Seixas             |         |
| 2       | Melissa Humana-Paredes / Brandie Wilkerson |         |
| 3       | Sara Hughes / Kelly Cheng                  |         |
| 4       | Tina Graudina / Anastasija Samoilova       |         |
| 5       | Ana Patrícia Ramos / Duda Lisboa           |         |
| 5       | Laura Ludwig / Louisa Lippmann             |         |
| 5       | Valentina Gottardi / Marta Menegatti       |         |
| 5       | Tanja Hüberli / Nina Brunner               |         |

### Recife Challenge
Van 21 tot en met 24 maart 2024
| Mannen | Mannen                             | Mannen |
| Rang   | Team                               |        |
| ------ | ---------------------------------- | ------ |
| 1      | Evandro Gonçalves / Arthur Lanci   |        |
| 2      | Noslen Díaz / Jorge Alayo          |        |
| 3      | Javier Bello / Joaquin Bello       |        |
| 4      | Miles Evans / Chase Budinger       |        |
| 5      | Sam Schachter / Daniel Dearing     |        |
| 5      | Christiaan Varenhorst / Leon Luini |        |
| 5      | Hendrik Mol / Mathias Berntsen     |        |
| 5      | Chaim Schalk / Tri Bourne          |        |

| Vrouwen | Vrouwen                              | Vrouwen |
| Rang    | Team                                 |         |
| ------- | ------------------------------------ | ------- |
| 1       | Tina Graudina / Anastasija Samoilova |         |
| 2       | Heather Bansley / Sophie Bukovec     |         |
| 3       | Monika Paulikienė / Ainė Raupelytė   |         |
| 4       | Sandra Ittlinger / Karla Borger      |         |
| 5       | Dorina Klinger / Ronja Klinger       |         |
| 5       | Tainá Silva / Victoria Lopes         |         |
| 5       | Liliana Fernández / Paula Soria      |         |
| 5       | Esmée Böbner / Zoé Vergé-Dépré       |         |

### Saquarema Challenge
Van 28 tot en met 31 maart 2024
| Mannen | Mannen                           | Mannen |
| Rang   | Team                             |        |
| ------ | -------------------------------- | ------ |
| 1      | Evandro Gonçalves / Arthur Lanci |        |
| 2      | Noslen Díaz / Jorge Alayo        |        |
| 3      | Rémi Bassereau / Julien Lyneel   |        |
| 4      | Martin Ermacora / Philipp Waller |        |
| 5      | Julian Hörl / Alexander Horst    |        |
| 5      | Vitor Felipe / Renato Lima       |        |
| 5      | Pablo Herrera / Adrián Gavira    |        |
| 5      | Miles Evans / Chase Budinger     |        |

| Vrouwen | Vrouwen                             | Vrouwen |
| Rang    | Team                                |         |
| ------- | ----------------------------------- | ------- |
| 1       | Xue Chen / Xia Xinyi                |         |
| 2       | Laura Ludwig / Louisa Lippmann      |         |
| 3       | Taiana Lima / Talita Antunes        |         |
| 4       | Hegeile Almeida / Vitória Rodrigues |         |
| 5       | Heather Bansley / Sophie Bukovec    |         |
| 5       | Daniela Álvarez / Tania Moreno      |         |
| 5       | Liliana Fernández / Paula Soria     |         |
| 5       | Anouk Vergé-Dépré / Joana Mäder     |         |

### Guadalajara Challenge
Van 11 tot en met 14 april 2024
| Mannen | Mannen                               | Mannen |
| Rang   | Team                                 |        |
| ------ | ------------------------------------ | ------ |
| 1      | Trevor Crabb / Theodore Brunner      |        |
| 2      | Lukas Pfretzschner / Sven Winter     |        |
| 3      | Evandro Gonçalves / Arthur Lanci     |        |
| 4      | Noslen Díaz / Jorge Alayo            |        |
| 5      | Pablo Herrera / Adrián Gavira        |        |
| 5      | Rémi Bassereau / Julien Lyneel       |        |
| 5      | Steven van de Velde / Matthew Immers |        |
| 5      | Serhij Popov / Edoeard Reznik        |        |

| Vrouwen | Vrouwen                            | Vrouwen |
| Rang    | Team                               |         |
| ------- | ---------------------------------- | ------- |
| 1       | Esmée Böbner / Zoé Vergé-Dépré     |         |
| 2       | Ágatha Bednarczuk / Rebecca Silva  |         |
| 3       | Heather Bansley / Sophie Bukovec   |         |
| 4       | Sandra Ittlinger / Karla Borger    |         |
| 5       | Daniela Álvarez / Tania Moreno     |         |
| 5       | Liliana Fernández / Paula Soria    |         |
| 5       | Niina Ahtiainen / Taru Lahti       |         |
| 5       | Monika Paulikienė / Ainė Raupelytė |         |

### Elite16 Tepic
Van 17 tot en met 21 april 2024
| Mannen | Mannen                               | Mannen |
| Rang   | Team                                 |        |
| ------ | ------------------------------------ | ------ |
| 1      | David Åhman / Jonatan Hellvig        |        |
| 2      | George Wanderley / André Loyola      |        |
| 3      | Noslen Díaz / Jorge Alayo            |        |
| 4      | Nils Ehlers / Clemens Wickler        |        |
| 5      | Pablo Herrera / Adrián Gavira        |        |
| 5      | Stefan Boermans / Yorick de Groot    |        |
| 5      | Steven van de Velde / Matthew Immers |        |
| 5      | Michał Bryl / Bartosz Łosiak         |        |

| Vrouwen | Vrouwen                                    | Vrouwen |
| Rang    | Team                                       |         |
| ------- | ------------------------------------------ | ------- |
| 1       | Tanja Hüberli / Nina Brunner               |         |
| 2       | Katja Stam / Raïsa Schoon                  |         |
| 3       | Carol Solberg / Bárbara Seixas             |         |
| 4       | Valentina Gottardi / Marta Menegatti       |         |
| 5       | Tainá Silva / Victoria Lopes               |         |
| 5       | Melissa Humana-Paredes / Brandie Wilkerson |         |
| 5       | Sandra Ittlinger / Karla Borger            |         |
| 5       | Svenja Müller / Cinja Tillmann             |         |

### Xiamen Challenge
Van 25 tot en met 28 april 2024
| Mannen | Mannen                             | Mannen |
| Rang   | Team                               |        |
| ------ | ---------------------------------- | ------ |
| 1      | Marco Grimalt / Esteban Grimalt    |        |
| 2      | Youssef Krou / Arnaud Gauthier-Rat |        |
| 3      | Lukas Pfretzschner / Sven Winter   |        |
| 4      | Miles Evans / Chase Budinger       |        |
| 5      | Thomas Hodges / Zachery Schubert   |        |
| 5      | Pedro Solberg / Guto Carvalhaes    |        |
| 5      | Hendrik Mol / Mathias Berntsen     |        |
| 5      | Hagen Smith / Logan Webber         |        |

| Vrouwen | Vrouwen                            | Vrouwen |
| Rang    | Team                               |         |
| ------- | ---------------------------------- | ------- |
| 1       | Sandra Ittlinger / Karla Borger    |         |
| 2       | Anouk Vergé-Dépré / Joana Mäder    |         |
| 3       | Daniela Álvarez / Tania Moreno     |         |
| 4       | Monika Paulikienė / Ainė Raupelytė |         |
| 5       | Dorina Klinger / Ronja Klinger     |         |
| 5       | Liliana Fernández / Paula Soria    |         |
| 5       | Lézana Placette / Alexia Richard   |         |
| 5       | Laura Ludwig / Louisa Lippmann     |         |

### Elite16 Brasilia
Van 1 tot en met 5 mei 2024
| Mannen | Mannen                               | Mannen |
| Rang   | Team                                 |        |
| ------ | ------------------------------------ | ------ |
| 1      | Evandro Gonçalves / Arthur Lanci     |        |
| 2      | Steven van de Velde / Matthew Immers |        |
| 3      | George Wanderley / André Loyola      |        |
| 4      | Nils Ehlers / Clemens Wickler        |        |
| 5      | Alexander Brouwer / Robert Meeuwsen  |        |
| 5      | Cherif Younousse / Ahmed Tijan       |        |
| 5      | Miles Evans / Chase Budinger         |        |
| 5      | Miles Partain / Andrew Benesh        |        |

| Vrouwen | Vrouwen                           | Vrouwen |
| Rang    | Team                              |         |
| ------- | --------------------------------- | ------- |
| 1       | Ana Patrícia Ramos / Duda Lisboa  |         |
| 2       | Kristen Nuss / Taryn Kloth        |         |
| 3       | Esmée Böbner / Zoé Vergé-Dépré    |         |
| 4       | Katja Stam / Raïsa Schoon         |         |
| 5       | Ágatha Bednarczuk / Rebecca Silva |         |
| 5       | Carol Solberg / Bárbara Seixas    |         |
| 5       | Xue Chen / Xia Xinyi              |         |
| 5       | Sara Hughes / Kelly Cheng         |         |

### Elite16 Espinho
Van 22 tot en met 26 mei 2024
| Mannen | Mannen                               | Mannen |
| Rang   | Team                                 |        |
| ------ | ------------------------------------ | ------ |
| 1      | David Åhman / Jonatan Hellvig        |        |
| 2      | Nils Ehlers / Clemens Wickler        |        |
| 3      | George Wanderley / André Loyola      |        |
| 4      | Steven van de Velde / Matthew Immers |        |
| 5      | Thomas Hodges / Zachery Schubert     |        |
| 5      | Mark Nicholaidis / Izac Carracher    |        |
| 5      | Michał Bryl / Bartosz Łosiak         |        |
| 5      | Miles Evans / Chase Budinger         |        |

| Vrouwen | Vrouwen                              | Vrouwen |
| Rang    | Team                                 |         |
| ------- | ------------------------------------ | ------- |
| 1       | Kristen Nuss / Taryn Kloth           |         |
| 2       | Tanja Hüberli / Nina Brunner         |         |
| 3       | Katja Stam / Raïsa Schoon            |         |
| 4       | Daniela Álvarez / Tania Moreno       |         |
| 5       | Ana Patrícia Ramos / Duda Lisboa     |         |
| 5       | Xue Chen / Xia Xinyi                 |         |
| 5       | Svenja Müller / Cinja Tillmann       |         |
| 5       | Tina Graudina / Anastasija Samoilova |         |

### Stare Jabłonki Challenge
Van 30 mei tot en met 2 juni 2024
| Mannen | Mannen                                | Mannen |
| Rang   | Team                                  |        |
| ------ | ------------------------------------- | ------ |
| 1      | Ondřej Perušič / David Schweiner      |        |
| 2      | Noslen Díaz / Jorge Alayo             |        |
| 3      | Stefan Boermans / Yorick de Groot     |        |
| 4      | Nicolás Capogrosso / Tomás Capogrosso |        |
| 5      | Vitor Felipe / Renato Lima            |        |
| 5      | Alexander Brouwer / Robert Meeuwsen   |        |
| 5      | Pjotr Kantor / Jakub Zdybek           |        |
| 5      | Miles Evans / Chase Budinger          |        |

| Vrouwen | Vrouwen                                    | Vrouwen |
| Rang    | Team                                       |         |
| ------- | ------------------------------------------ | ------- |
| 1       | Xue Chen / Xia Xinyi                       |         |
| 2       | Tina Graudina / Anastasija Samoilova       |         |
| 3       | Liliana Fernández / Paula Soria            |         |
| 4       | Heather Bansley / Sophie Bukovec           |         |
| 5       | Mariafe Artacho del Solar / Taliqua Clancy |         |
| 5       | Dorina Klinger / Ronja Klinger             |         |
| 5       | Hegeile Almeida / Vitória Rodrigues        |         |
| 5       | Valentyna Davidova / Anhelina Chmil        |         |

### Elite16 Ostrava
Van 5 tot en met 9 juni 2024
| Mannen | Mannen                               | Mannen |
| Rang   | Team                                 |        |
| ------ | ------------------------------------ | ------ |
| 1      | David Åhman / Jonatan Hellvig        |        |
| 2      | Stefan Boermans / Yorick de Groot    |        |
| 3      | Miles Partain / Andrew Benesh        |        |
| 4      | Anders Mol / Christian Sørum         |        |
| 5      | Evandro Gonçalves / Arthur Lanci     |        |
| 5      | Nils Ehlers / Clemens Wickler        |        |
| 5      | Samuele Cottafava / Paolo Nicolai    |        |
| 5      | Steven van de Velde / Matthew Immers |        |

| Vrouwen | Vrouwen                                    | Vrouwen |
| Rang    | Team                                       |         |
| ------- | ------------------------------------------ | ------- |
| 1       | Sara Hughes / Kelly Cheng                  |         |
| 2       | Melissa Humana-Paredes / Brandie Wilkerson |         |
| 3       | Tina Graudina / Anastasija Samoilova       |         |
| 4       | Ana Patrícia Ramos / Duda Lisboa           |         |
| 5       | Carol Solberg / Bárbara Seixas             |         |
| 5       | Svenja Müller / Cinja Tillmann             |         |
| 5       | Valentina Gottardi / Marta Menegatti       |         |
| 5       | Tanja Hüberli / Nina Brunner               |         |

### Elite16 Gstaad
Van 3 tot en met 7 juli 2024
| Mannen | Mannen                            | Mannen |
| Rang   | Team                              |        |
| ------ | --------------------------------- | ------ |
| 1      | David Åhman / Jonatan Hellvig     |        |
| 2      | George Wanderley / André Loyola   |        |
| 3      | Samuele Cottafava / Paolo Nicolai |        |
| 4      | Anders Mol / Christian Sørum      |        |
| 5      | Evandro Gonçalves / Arthur Lanci  |        |
| 5      | Nils Ehlers / Clemens Wickler     |        |
| 5      | Michał Bryl / Bartosz Łosiak      |        |
| 5      | Cherif Younousse / Ahmed Tijan    |        |

| Vrouwen | Vrouwen                                    | Vrouwen |
| Rang    | Team                                       |         |
| ------- | ------------------------------------------ | ------- |
| 1       | Kristen Nuss / Taryn Kloth                 |         |
| 2       | Terese Cannon / Megan Kraft                |         |
| 3       | Tina Graudina / Anastasija Samoilova       |         |
| 4       | Ágatha Bednarczuk / Rebecca Silva          |         |
| 5       | Melissa Humana-Paredes / Brandie Wilkerson |         |
| 5       | Valentina Gottardi / Marta Menegatti       |         |
| 5       | Katja Stam / Raïsa Schoon                  |         |
| 5       | Esmée Böbner / Zoé Vergé-Dépré             |         |

### Elite16 Wenen
Van 9 tot en met 14 juli 2024
| Mannen | Mannen                               | Mannen |
| Rang   | Team                                 |        |
| ------ | ------------------------------------ | ------ |
| 1      | Anders Mol / Christian Sørum         |        |
| 2      | Michał Bryl / Bartosz Łosiak         |        |
| 3      | Marco Grimalt / Esteban Grimalt      |        |
| 4      | Nils Ehlers / Clemens Wickler        |        |
| 5      | Pablo Herrera / Adrián Gavira        |        |
| 5      | Stefan Boermans / Yorick de Groot    |        |
| 5      | Steven van de Velde / Matthew Immers |        |
| 5      | Miles Partain / Andrew Benesh        |        |

| Vrouwen | Vrouwen                                    | Vrouwen |
| Rang    | Team                                       |         |
| ------- | ------------------------------------------ | ------- |
| 1       | Svenja Müller / Cinja Tillmann             |         |
| 2       | Anouk Vergé-Dépré / Joana Mäder            |         |
| 3       | Terese Cannon / Megan Kraft                |         |
| 4       | Ágatha Bednarczuk / Rebecca Silva          |         |
| 5       | Mariafe Artacho del Solar / Taliqua Clancy |         |
| 5       | Dorina Klinger / Ronja Klinger             |         |
| 5       | Esmée Böbner / Zoé Vergé-Dépré             |         |
| 5       | Julia Scoles / Betsi Flint                 |         |

### Olympische Spelen Parijs
Van 27 juli tot en met 10 augustus 2024
| Mannen | Mannen                            | Mannen |
| Rang   | Team                              |        |
| ------ | --------------------------------- | ------ |
| 1      | David Åhman / Jonatan Hellvig     |        |
| 2      | Nils Ehlers / Clemens Wickler     |        |
| 3      | Anders Mol / Christian Sørum      |        |
| 4      | Cherif Younousse / Ahmed Tijan    |        |
| 5      | Evandro Gonçalves / Arthur Lanci  |        |
| 5      | Pablo Herrera / Adrián Gavira     |        |
| 5      | Stefan Boermans / Yorick de Groot |        |
| 5      | Miles Partain / Andrew Benesh     |        |

| Vrouwen | Vrouwen                                    | Vrouwen |
| Rang    | Team                                       |         |
| ------- | ------------------------------------------ | ------- |
| 1       | Ana Patrícia Ramos / Duda Lisboa           |         |
| 2       | Melissa Humana-Paredes / Brandie Wilkerson |         |
| 3       | Tanja Hüberli / Nina Brunner               |         |
| 4       | Mariafe Artacho del Solar / Taliqua Clancy |         |
| 5       | Daniela Álvarez / Tania Moreno             |         |
| 5       | Tina Graudina / Anastasija Samoilova       |         |
| 5       | Esmée Böbner / Zoé Vergé-Dépré             |         |
| 5       | Sara Hughes / Kelly Cheng                  |         |

### Elite16 Hamburg
Van 21 tot en met 25 augustus 2024
| Mannen | Mannen                                 | Mannen |
| Rang   | Team                                   |        |
| ------ | -------------------------------------- | ------ |
| 1      | Anders Mol / Christian Sørum           |        |
| 2      | Pablo Herrera / Adrián Gavira          |        |
| 3      | Stefan Boermans / Yorick de Groot      |        |
| 4      | Samuele Cottafava / Paolo Nicolai      |        |
| 5      | Nicolás Capogrosso / Tomas Capogrosso  |        |
| 5      | Mark Nicolaidis / Izac Carracher       |        |
| 5      | Arthur da Silva / Adrielson dos Santos |        |
| 5      | Steven van de Velde / Matthew Immers   |        |

| Vrouwen | Vrouwen                              | Vrouwen |
| Rang    | Team                                 |         |
| ------- | ------------------------------------ | ------- |
| 1       | Tanja Hüberli / Nina Brunner         |         |
| 2       | Svenja Müller / Cinja Tillmann       |         |
| 3       | Thamela Coradello / Victória Lopes   |         |
| 4       | Valentina Gottardi / Marta Menegatti |         |
| 5       | Laura Ludwig / Louisa Lippmann       |         |
| 5       | Monika Paulikienė / Ainė Raupelytė   |         |
| 5       | Katja Stam / Raïsa Schoon            |         |
| 5       | Anouk Vergé-Dépré / Joana Mäder      |         |

### Elite16 João Pessoa
Van 16 tot en met 20 oktober 2024
| Mannen | Mannen                                 | Mannen |
| Rang   | Team                                   |        |
| ------ | -------------------------------------- | ------ |
| 1      | Anders Mol / Christian Sørum           |        |
| 2      | Cherif Younousse / Ahmed Tijan         |        |
| 3      | David Åhman / Jonatan Hellvig          |        |
| 4      | Nicolás Capogrosso / Tomas Capogrosso  |        |
| 5      | Arthur da Silva / Adrielson dos Santos |        |
| 5      | Guto Carvalhaes / Vitor Felipe         |        |
| 5      | Mārtiņš Pļaviņš / Kristiāns Fokerots   |        |
| 5      | Hendrik Mol / Mathias Berntsen         |        |

| Vrouwen | Vrouwen                              | Vrouwen |
| Rang    | Team                                 |         |
| ------- | ------------------------------------ | ------- |
| 1       | Thamela Coradello / Victória Lopes   |         |
| 2       | Taiana Lima / Talita Antunes         |         |
| 3       | Kimberly Hildreth / Teegan Van Gunst |         |
| 4       | Lexy Denaburg / Deahna Kraft         |         |
| 5       | Ágatha Bednarczuk / Rebecca Silva    |         |
| 5       | Andressa Cavalcanti / Tainá Silva    |         |
| 5       | Hegeile Almeida / Vitória Rodrigues  |         |
| 5       | Sandra Ittlinger / Kim van de Velde  |         |

### Elite16 Rio de Janeiro
Van 6 tot en met 10 november 2024
| Mannen | Mannen                                | Mannen |
| Rang   | Team                                  |        |
| ------ | ------------------------------------- | ------ |
| 1      | Javier Bello / Joaquin Bello          |        |
| 2      | Nicolás Capogrosso / Tomas Capogrosso |        |
| 3      | Mārtiņš Pļaviņš / Kristiāns Fokerots  |        |
| 4      | Anders Mol / Christian Sørum          |        |
| 5      | Hendrik Mol / Mathias Berntsen        |        |
| 5      | Cherif Younousse / Ahmed Tijan        |        |
| 5      | David Åhman / Jonatan Hellvig         |        |
| 5      | Serhij Popov / Edoeard Reznik         |        |

| Vrouwen | Vrouwen                             | Vrouwen |
| Rang    | Team                                |         |
| ------- | ----------------------------------- | ------- |
| 1       | Carol Solberg / Bárbara Seixas      |         |
| 2       | Terese Cannon / Megan Kraft         |         |
| 3       | Thamela Coradello / Victória Lopes  |         |
| 4       | Sandra Ittlinger / Kim van de Velde |         |
| 5       | Dorina Klinger / Ronja Klinger      |         |
| 5       | Taiana Lima / Talita Antunes        |         |
| 5       | Hegeile Almeida / Vitória Rodrigues |         |
| 5       | Valentina Gottardi / Reka Orsi Toth |         |

### Haikou Challenge
Van 13 tot en met 17 november 2024
| Mannen | Mannen                                     | Mannen |
| Rang   | Team                                       |        |
| ------ | ------------------------------------------ | ------ |
| 1      | Evan Cory / Cody Caldwell                  |        |
| 2      | Thomas Hodges / Zachery Schubert           |        |
| 3      | Gianluca Dal Corso / Marco Viscovich       |        |
| 4      | Philipp Huster / Maximilian Just           |        |
| 5      | Rémi Bassereau / Calvin Aye                |        |
| 5      | Joadel Genevieve-Gardoque / Elouan Chouikh |        |

| Vrouwen | Vrouwen                           | Vrouwen |
| Rang    | Team                              |         |
| ------- | --------------------------------- | ------- |
| 1       | Xue Chen / Zeng Jinjin            |         |
| 2       | Molly Shaw / Toni Rodriguez       |         |
| 3       | Lézana Placette / Alexia Richard  |         |
| 4       | Wang Xinxin / Dong Jie            |         |
| 5       | Wang Jingzhe / Xia Xinyi          |         |
| 5       | Clémence Vieira / Aline Chamereau |         |

### Chennai Challenge
Van 21 tot en met 24 november 2024
| Mannen | Mannen                                  | Mannen |
| Rang   | Team                                    |        |
| ------ | --------------------------------------- | ------ |
| 1      | Jacob Hölting Nilsson / Elmer Andersson |        |
| 2      | Leon Luini / Ruben Penninga             |        |
| 3      | Philipp Waller / Timo Hammarberg        |        |
| 4      | Thomas Hodges / Zachery Schubert        |        |
| 5      | Ardis Bedritis / Arturs Rinkevics       |        |
| 5      | Chaim Schalk / James Shaw               |        |

| Vrouwen | Vrouwen                            | Vrouwen |
| Rang    | Team                               |         |
| ------- | ---------------------------------- | ------- |
| 1       | Maryna Hladoen / Tetjana Lazarenko |         |
| 2       | Hailey Harward / Kylie Deberg      |         |
| 3       | Molly Shaw / Toni Rodriguez        |         |
| 4       | Monika Paulikienė / Ainė Raupelytė |         |
| 5       | Taliqua Clancy / Georgia Johnson   |         |
| 5       | Madelyne Anderson / Brook Bauer    |         |

### Nuvali Challenge
Van 28 november tot en met 1 december 2024
| Mannen | Mannen                                  | Mannen |
| Rang   | Team                                    |        |
| ------ | --------------------------------------- | ------ |
| 1      | Jacob Hölting Nilsson / Elmer Andersson |        |
| 2      | Paul Henning / Lui Wüst                 |        |
| 3      | Javier Bello / Joaquin Bello            |        |
| 4      | Philipp Waller / Timo Hammarberg        |        |
| 5      | Alexander Horst / Paul Pascariuc        |        |
| 5      | Benedikt Sagstetter / Jonas Sagstetter  |        |

| Vrouwen | Vrouwen                               | Vrouwen |
| Rang    | Team                                  |         |
| ------- | ------------------------------------- | ------- |
| 1       | Molly Shaw / Toni Rodriguez           |         |
| 2       | Noa Sonneville / Brecht Piersma       |         |
| 3       | Sandra Ittlinger / Kim van de Velde   |         |
| 4       | Małgorzata Ciężkowska / Urszula Łunio |         |
| 5       | Andressa Cavalcanti / Tainá Silva     |         |
| 5       | María Belén Carro / Sofía González    |         |

### Finals Doha
Van 4 tot en met 8 december 2024
| Mannen | Mannen                               | Mannen |
| Rang   | Team                                 |        |
| ------ | ------------------------------------ | ------ |
| 1      | Anders Mol / Christian Sørum         |        |
| 2      | David Åhman / Jonatan Hellvig        |        |
| 3      | Cherif Younousse / Ahmed Tijan       |        |
| 4      | Stefan Boermans / Yorick de Groot    |        |
| 5      | Evandro Gonçalves / Arthur Lanci     |        |
| 5      | Nils Ehlers / Clemens Wickler        |        |
| 7      | Ondřej Perušič / David Schweiner     |        |
| 7      | Javier Bello / Joaquin Bello         |        |
| 9      | Samuele Cottafava / Paolo Nicolai    |        |
| 9      | Steven van de Velde / Matthew Immers |        |

| Vrouwen | Vrouwen                                    | Vrouwen |
| Rang    | Team                                       |         |
| ------- | ------------------------------------------ | ------- |
| 1       | Kristen Nuss / Taryn Kloth                 |         |
| 2       | Terese Cannon / Megan Kraft                |         |
| 3       | Tina Graudina / Anastasija Samoilova       |         |
| 4       | Xue Chen / Xia Xinyi                       |         |
| 5       | Svenja Müller / Cinja Tillmann             |         |
| 5       | Katja Stam / Raïsa Schoon                  |         |
| 7       | Melissa Humana-Paredes / Brandie Wilkerson |         |
| 7       | Valentina Gottardi / Reka Orsi Toth        |         |
| 9       | Ágatha Bednarczuk / Rebecca Silva          |         |
| 9       | Daniela Álvarez / Tania Moreno             |         |